# ソウルメイト/七月と安生
『ソウルメイト/七月（チーユエ）と安生（アンシェン）』（-チーユエとアンシェン、原題：七月与安生、英題：Soulmate）は、2016年の中国・香港合作映画。アニー・ベイビーの短編小説を原作として、幼馴染の女性2人の半生を描いたドラマ映画である。
第53回金馬奨ではチョウ・ドンユイとマー・スーチュンの2人が史上初の主演女優賞W受賞を果たし、第36回香港電影金像奨でも12部門にノミネートされ作曲賞を受賞した。
2017年の第12回大阪アジアン映画祭では『七月と安生』の邦題でコンペティション部門で上映され、ABC賞を受賞した。2021年に日本で劇場公開。
2023年に韓国でリメイクされた。

## ストーリー
中国・上海で暮らす李安生の元に映画会社から、林七月のネット小説『七月と安生』を映画化したいので、作者と連絡を取って欲しいという依頼が入る。
13歳の時に七月と安生は出会う。円満な家庭に育った七月は真面目ないい子で、父はなく留守がちな母と暮らす安生は自由奔放なヤンチャ娘だったが、互いの正反対の性格に惹かれ親友になる。
中学卒業後、七月は高校に、安生は専門学校に進み、七月は高校で蘇家明に出会い交際が始まる。七月は家明に親友の安生を紹介するが、家明と安生の間に互いに惹かれる感情が芽生える。
そんな微妙な三人の関係を断ち切るかのように、安生はバイト先の男と北京に旅立つが、七月は二人の秘めた思いに気づかないふりをするが傷つき心を痛める。
やがて、七月と家明は大学を卒業し、2年後の結婚を約束して七月は地元の銀行に、家明は北京へと出発する。一方の安生は恋人と別れ、職も住まいも転々とする漂流生活だったが、それに疲れて故郷に帰る。再会を喜んだ二人は上海に旅をするが、うまく噛み合わずに喧嘩別れをしてしまう。
それから2年後、北京に暮らす安生は偶然、家明と再会する。新しい恋人と外国に行くという安生だったが、その直後、交通事故でその恋人を失ってしまう。半狂乱の安生を家明は家に連れ帰って慰め、二人は深い関係になった。そんな二人が一緒に帰宅したところへ突然七月が訪れる。
二人の姿を見た七月は憤り、安生を罵倒し泣き崩れる。そして安生は家明の元を去り、七月は故郷に帰って、ヨリを戻した七月と家明は結婚することになる。
しかし結婚式当日、家明が姿を消してしまい、花婿に逃げられた花嫁の七月は町を離れ、流浪の旅に出る。そして安生を訪ねる。安生は平凡だが優しい男と幸せな暮らしをしていて、すぐに打ち解けたが、まもなく七月は再び旅に出た。
ある日、家明の元に電話が入り、それは安生の娘・瞳瞳からで、瞳瞳の話から小説は安生が「七月」のペンネームで書いたものと知る。また、駆け付けた安生から、瞳瞳は家明と七月の子で、七月は無事出産したものの、産後の出血多量で亡くなっていて、それ以来安生が瞳瞳を娘として育てていることを聞く。そして、結婚式当日に家明が逃げたのは、七月から頼んだものだと明かす。
自由奔放な安生に憧れた七月は、全てを捨てて彼女が過ごしたような漂流生活をたどり、安生は彼女の意思を受け止め、その思いを小説の中で叶えようと思った。そして今、安生は旅をする七月を思いながら、小説の最終章を締めくくる。

## キャスト
- 李安生（アンシェン）：チョウ・ドンユイ
- 林七月（チーユエ）：マー・スーチュン
- 蘇家明（ジャーミン）：トビー・リー

## スタッフ
- 監督：デレク・ツァン
- 製作：ピーター・チャン、ジョージョー・ホイ
- 原作：アニー・ベイビー
- 脚本：ラム・ウィンサム、アニー・ベイビー、リー・ユアン、シュー・イーメン、ウー・ナン
- 撮影：ジェイク・ポロック、フィッシャー・ユイ
- 音楽：波多野裕介、ピーター・カム
- 主題歌：リア・ドウ
- 美術：ディ・タオ
- 編集：デレク・ホイ、リー・ディエンシー、チョウ・シャオリン、タン・シャンユエン

## リメイク
『ソウルメイト』（原題：소울메이트）は2023年の韓国映画。『ソウルメイト/七月と安生』を韓国の済州島に舞台を移してリメイクした作品。

### キャスト
- ミソ：キム・ダミ
- ハウン：チョン・ソニ
- ジヌ：ピョン・ウソク
- ：チャン・ヘジン
- ：パク・チュンソン
- ：カン・マルグム
- ：ナム・ユンス
- ：ヒョン・ボンシク
- ：キム・スヒョン
- ：リュ・チアン

### スタッフ
- 監督：ミン・ヨングン
- 脚本：カン・ヒョンジュ、ミン・ヨングン
- 原作：デレク・ツァン『ソウルメイト/七月と安生』
- 製作：ピョン・スンミン、クォン・オヒョン
- 共同製作：チャン・ギョンイク、パク・ソンヘ
- 撮影：カン・グヒョン
- 美術：オ・フンソク
- 音楽：モグ
- 照明：キム・ヒョソン
- 編集：ハン・ミヨン